# Llywelyn, o Grande
Llywelyn, o Grande (c. 1173 - 11 de abril de 1240) foi um rei de Gwynedd no norte do País de Gales e, eventualmente, governante de todo o País de Gales. Por uma combinação de guerra e diplomacia, ele dominou o País de Gales por 45 anos.

## Genealogia e início da vida
Llywelyn nasceu por volta de 1173, filho de Iorwerth ab Owain e neto de Owain Gwynedd, que governou Gwynedd até seu falecimento em 1170. Llywelyn era descendente da linha superior de Rhodri Mawr e, portanto, membro da casa principesca de Gwynedd. Ele possivelmente nasceu em Dolwyddelan, embora não no atual Castelo de Dolwyddelan, que foi construído pelo próprio Llywelyn. Ele pode ter nascido no antigo castelo que ocupava uma colina rochosa no fundo do vale.